# جان بی آلن
جان بی آلن (به انگلیسی: John B. Allen) سناتور سابق عضو حزب جمهوری‌خواه ایالات متحده آمریکا بود. وی در سال ۱۸۸۹ تا ۱۸۹۳٬۱۸۹۳ میلادی سناتور ایالت واشینگتن در سنای ایالات متحده آمریکا بود.